# Баландчайла
Баландчайла (узб. Balandchayla, Баландчайла) — міське селище в Узбекистані, в Камашинському районі Кашкадар'їнської області.
Статус міського селища з 2009 року.